# Liste des lauréats du prix Angelo-Agostini
Cet article est une liste des lauréats du prix Angelo-Agostini (un prix de bande dessinée brésilien), triée par catégorie.

## Catégories actuelles

### Maître des bandes dessinées nationales
- 1985 : Jayme Cortez / Messias de Mello / Rodolfo Zalla / Eugênio Colonnese[1]
- 1986 : Gedeone Malagola / Nico Rosso / Júlio Shimamoto[1]
- 1987 : Flavio Colin / Sérgio Lima / Henfil[1]
- 1988 : Cláudio Seto / João Batista Queiroz / Luiz Sá[1]
- 1989 : R. F. Lucchetti / Jaguar / Álvaro de Moya[1]
- 1990 : Miguel Penteado / Walmir Amaral / Ziraldo[1]
- 1991 : Aylton Thomas / Reinaldo de Oliveira / Primaggio Mantova[1]
- 1992 : Izomar Camargo / Ismael dos Santos / André LeBlanc[1]
- 1993 : Mauricio de Sousa / Waldir Igayara / Carlos Zéfiro[1]
- 1994 : Ely Barbosa / Lyrio Aragão / Getulio Delphim[1]
- 1995 : Ivan Saidenberg / Paulo Fukue / Roberto Fukue[1]
- 1996 : Helena Fonseca / Paulo Hamasaki / Antonio Duarte[1]
- 1997 : Fernando Ikoma / Maria Aparecida Godoy / Oscar Kern[1]
- 1998 : Carlos Thiré / Manoel Victor Filho / Zezo[1]
- 1999 : Deodato Borges / Luiz Antônio Sampaio / Péricles[1]
- 2000 : Adolfo Aizen / Moacy Cirne / Renato Silva[1]
- 2001 : Edson Rontani / Ivan Wasth Rodrigues / Renato Canini[1]
- 2002 : Antônio Cedraz / Claudio de Souza / Edmundo Rodrigues / Ignácio Justo / Ionaldo Cavalcanti / José Delbo / Luis Sátiro / Luiz Saidenberg / Luscar / Nani / Osvaldo Talo / Rubens Cordeiro / Zaé Júnior[2]
- 2003 : Otacilio D'Assunção / Laerte Coutinho / Moacir Rodrigues Soares / Antônio Eusébio / Tony Fernandes[3]
- 2004 : Angeli / Angelo Agostini / Carlos Estêvão / Chico Caruso / Rivaldo[4]
- 2005 : Luiz Gê / Minami Keizi / Paulo Caruso[5]
- 2006 : Jorge Barkinwel / Lor / Sônia Buyten[6]
- 2007 : Gutemberg Monteiro / Luiz Teixeira da Silva (Tule) / Xalberto[7]
- 2008 : Aníbal Barros Cassal / Antônio Luiz Cagnin / Diamantino da Silva / Fernando Dias da Silva / Ofeliano de Almeida / Salatiel de Holanda[8]
- 2009 : Emir Ribeiro / Deodato Filho / Mozart Couto / Sebastião Seabra / Sergio Morettini / Watson Portela[9]
- 2010 : Franco de Rosa / Henrique Magalhães / Rodval Mathias[10]
- 2011 : Dag Lemos / Eduardo Vetillo / E.C. Nickel / Elmano Silva / Novaes[11]
- 2012 : Bira Dantas / Fernando Gonsales / Lourenço Mutarelli / Moacir Torres[12]
- 2013 : Marcos Maldonado / Júlio Emílio Braz / Jô Fevereiro[13]
- 2014 : Byrata / Lourenço Mutarelli / Paulo Paiva Lima[14]
- 2015 : Gustavo Machado / Carlos Edgard Herrero / Murilo Marques Moutinho[15]
- 2016 : Carlos Patati / Christie Queiroz / Marcatti[16]
- 2017 : Arthur Garcia / João Gualberto Costa / Sérgio Gracialiano / Sidney L. Palustre[17]
- 2018 : Jal / José Menezes / Floreal / Marcelo Cassaro[18]
- 2019 : Ciça Pinto / Marcelo Campo / Octavio Cariello[19]
- 2020 : Ykenga / Aparecido Norberto / Crau da Ilha / Maria da Graça Maldonado[20]
- 2021 : Anita Costa Prado / Edgar Franco / Edgar Vasques / Renato Aroeira[21]
- 2022 : José Márcio Nicolosi / Lilian Mitsunaga / Santiago / Sergio Macedo [22]

### Meilleur illustrateur
- 1986 : Watson Portela[1]
- 1987 : Mozart Couto[1]
- 1988 : Spacca[1]
- 1989 : Laerte Coutinho[1]
- 1990 : Gustavo Machado[1]
- 1991 : Hector Gomez[1]
- 1992 : Gustavo Machado / Lourenço Mutarelli[1]
- 1993 : Marcelo Campos[1]
- 1994 : Marcelo Campos[1]
- 1995 : Fernando Gonsales[1]
- 1996 : Arthur Garcia[1]
- 1997 : Sebastião Seabra[1]
- 1998 : Marcelo Campos[1]
- 1999 : Laerte Coutinho[1]
- 2000 : Marcelo Campos[1]
- 2001 : Flávio Colin[1]
- 2002 : Flávio Colin[2]
- 2003 : Júlio Shimamoto[3]
- 2004 : Mozart Couto[4]
- 2005 : Wanderley Felipe[5]
- 2006 : Fábio Moon et Gabriel Bá[6]
- 2007 : Fábio Moon et Gabriel Bá[7]
- 2008 : Laudo Ferreira Jr.[8]
- 2009 : Laudo Ferreira Jr.[9]
- 2010 : Adauto Silva[10]
- 2011 : Hélcio Rogério[11]
- 2012 : Maurílio DNA[12]
- 2013 : Danilo Beyruth[13]
- 2014 : Shiko[14]
- 2015 : Mario Cau[15]
- 2016 : Di Amorim[16]
- 2017 : Mary Cagnin[17]
- 2018 : Mario Cau[18]
- 2019 : Mauro Fodra[19]
- 2020 : Shiko[20]
- 2021 : Laura Athayde[21]
- 2022 : Bianca Mól[22]

### Meilleur scénariste
- 1986 : Júlio Emílio Braz[1]
- 1987 : Gilberto Camargo[1]
- 1988 : Fernando Gonsales[1]
- 1989 : Luiz Aguiar[1]
- 1990 : Novaes[1]
- 1991 : Laerte Coutinho[1]
- 1992 : Laerte Coutinho[1]
- 1993 : Laerte Coutinho[1]
- 1994 : Marcelo Campos[1]
- 1995 : Arthur Garcia[1]
- 1996 : Lúcia Nóbrega[1]
- 1997 : Laerte Coutinho[1]
- 1998 : Marcelo Cassaro[1]
- 1999 : Marcelo Cassaro[1]
- 2000 : Gian Danton[1]
- 2001 : André Diniz[1]
- 2002 : Wellington Srbek[2]
- 2003 : Wellington Srbek[3]
- 2004 : Marcelo Cassaro[4]
- 2005 : Fábio Moon et Gabriel Bá[5]
- 2006 : Marcatti[6]
- 2007 : Anita Costa Prado[7]
- 2008 : Anita Costa Prado[8]
- 2009 : Daniel Esteves[9]
- 2010 : Laudo Ferreira Jr.[10]
- 2011 : Marcos Franco[11]
- 2012 : Daniel Esteves[12]
- 2013 : Petra Leão[13]
- 2014 : Gustavo Duarte[14]
- 2015 : Felipe Cagno[15]
- 2016 : Alex Mir[16]
- 2017 : Alex Mir[17]
- 2018 : Marcelo Marchi[18]
- 2019 : Rafael Calça[19]
- 2020 : Fefê Torquato[20]
- 2021 : Mary Cagnin[21]
- 2022 : Leandro Assis et Triscila Oliveira[22]

### Meilleur lancement
- 1986 : Chiclete com Banana d'Angeli (Circo) / Revista Medo de nombreux auteurs (Press)[1]
- 1987 : Bundha de nombreux auteurs (Press)[1]
- 1988 : Radar de nombreux auteurs (Press)[1]
- 1989 : Seleções do Quadrix: Garra Cinzenta de Francisco Armond et Renato Silva (Waz)[1]
- 1990 : Menino Maluquinho de nombreux auteurs (Abril)[1]
- 1991 : Piratas do Tietê, de Laerte Coutinho (Circo)[1]
- 1992 : Graphic Trapa de nombreux auteurs (Abril)[1]
- 1993 : Pau-Brasil de nombreux auteurs (Vidente)[1]
- 1994 : SemiDeuses d'Alessandro A. Librandi et Walter Jr. (Saga)[1]
- 1995 : Mulher-Diaba no Rastro de Lampião d'Ataíde Braz et Flavio Colin (Nova Sampa)[1]
- 1996 : Coleção Assombração de nombreux auteurs (Ediouro)[1]
- 1997 : Gibizão da Turma da Mônica de nombreux auteurs (Globo)[1]
- 1998 : Metal Pesado de nombreux auteurs (Metal Pesado)[1]
- 1999 : Cybercomix de nombreux auteurs (Bookmakers)[1]
- 2000 : O Dobro de Cinco de Lourenço Mutarelli (Devir)[1]
- 2001 : Fawcett d'André Diniz et Flavio Colin (Nona Arte)[1]
- 2002 : Fábrica de Quadrinhos 2001 de nombreux auteurs (Devir)[2]
- 2003 : Madame Satã de Luiz Antonio Aguiar et Júlio Shimamoto (Opera Graphica)[3]
- 2004 : Roko-Loko e Adrina-Lina de Marcio Baraldi (Opera Graphica)[4]
- 2005 : Roko-Loko e Adrina-Lina Atacam Novamente de Marcio Baraldi (Opera Graphica)[5]
- 2006 : Tattoo Zinho de Marcio Baraldi (Opera Graphica)[6]
- 2007 : Katita - Tiras Sem Preconceito d'Anita Costa Prado et Ronaldo Mendes (Marca de Fantasia)[7]
- 2008 : Menino Caranguejo de Chicolam (Splinter Comics)[8]
- 2009 : Menina Infinito de Fábio Lyra (Desiderata)[9]
- 2010 : Roko-Loko - Hey Ho, Let's Go! de Marcio Brandi (Rock Brigade)[10]
- 2011 : Bando de dois de Danilo Beyruth (Zarabatana)[11]
- 2012 : Ação Magazine de nombreux auteurs (Lancaster)[12]
- 2013 : Astronauta - Magnetar de Danilo Beyruth (Panini)[13]
- 2014 : Meninos e Dragões de Lucio Luiz et Flavio Soares (Abril)[14]
- 2015 : Yeshuah - Onde tudo está de Laudo Ferreira Jr. (Devir)[15]
- 2016 : Valkíria - A fonte da juventude d'Alex Mir et Alex Genaro (Draco)[16]
- 2017 : Spectrus - Paralisia do Sono de Thiago Spyked (Crás)[17]
- 2018 : Labirinto de Thiago Souto (Mino)[18]
- 2019 : Gibi de Menininha de Germana Viana, Renata C B Lzz, Roberta Cirne, Camila Suzuki, Mari Santtos, Clarice França, Katia Schittine, Fabiana Signorini, Milena Azevedo, Carol Pimentel, Ana Recalde, Talessa K et Camila Torrano (Zarabatana)[19]
- 2020 : Contos dos Orixás de Hugo Canuto (Ébórá Comics Group)[20]
- 2021 : Apagão: Fruto Proibido de Raphael Fernandes, Abel et Fabi Marques (Draco)[21]
- 2022 : 	Confinada de Leandro Assis et Triscila Oliveira (Todavia)[22]

### Trophée Jayme Cortez
- 1988 : Marcatti[1]
- 1989 : Jal and Gualberto[1]
- 1990 : Franco de Rosa[1]
- 1991 : Franco de Rosa[1]
- 1992 : Worney Almeida de Souza[1]
- 1993 : Gibiteca Henfil[1]
- 1994 : Edgard Guimarães[1]
- 1995 : Edgard Guimarães[1]
- 1996 : Edgard Guimarães[1]
- 1997 : Edgard Guimarães[1]
- 1998 : Editora Metal Pesado[1]
- 1999 : Editora Bookmakers[1]
- 2000 : Edgard Guimarães[1]
- 2001 : Edgard Guimarães[1]
- 2002 : Editora Opera Graphica[2]
- 2003 : Editora Opera Graphica[3]
- 2004 : André Diniz / Sidney Gusman / Editora Opera Graphica[4]
- 2005 : Roberto Guedes[5]
- 2006 : Bigorna.net[6]
- 2007 : Edgard Guimarães[7]
- 2008 : Eloyr Pacheco[8]
- 2009 : Coletivo Quarto Mundo[9]
- 2010 : José Salles[10]
- 2011 : José Salles[11]
- 2012 : Festival Internacional de Quadrinhos[12]
- 2013 : Gibicon Curitiba[13]
- 2014 : Sidney Gusman[14]
- 2015 : Confraria do Gibi[15]
- 2016 : Gibiteca de Santos[16]
- 2017 : Ivan Freitas da Costa[17]
- 2018 : Fabio Tatsubô[18]
- 2019 : Quadrinhos (exposition au Musée de l'Image et du Son de São Paulo)[19]
- 2020 : Butantã Gibicon[20]
- 2021 : Revue Mina de HQ[21]
- 2022 : Alessandro Garcia[22]

### Meilleur fanzine
- 1993 : Panacea[1]
- 1994 : Panacea[1]
- 1995 : Marvel News[1]
- 1996 : Informativo de Quadrinhos Independentes[1]
- 1997 : Informativo de Quadrinhos Independentes[1]
- 1998 : Informativo de Quadrinhos Independentes[1]
- 1999 : Mocinhos e Bandidos[1]
- 2000 : Quadrinhos Independentes[1]
- 2001 : Quadrinhos Independentes[1]
- 2002 : Quadrinhos Independentes[2]
- 2003 : Quadrinhos Independentes[3]
- 2004 : Quadrinhos Independentes[4]
- 2005 : Quadrinhos Independentes[5]
- 2006 : Quadrinhos Independentes[6]
- 2007 : Justiça Eterna[7]
- 2008 : Justiça Eterna[8]
- 2009 : Quadrinhos Independentes[9]
- 2010 : QI[10]
- 2011 : QI[11]
- 2012 : Miséria[12]
- 2013 : Quadrante Sul[13]
- 2014 : Quadrinhos Ácidos[14]
- 2015 : 3ADFZPA - Terceiro Anuário de Fanzines, Zines e Publicações alternativas[15]
- 2016 : Peibê[16]
- 2017 : Café Ilustrado[17]
- 2018 : Tchê[18]
- 2019 : Credo, que delícia[19]
- 2020 : O Vigilante Rodoviário[20]
- 2021 : Peibê[21]
- 2022 : Tchê[22]

### Meilleur dessinateur, dessinateur de presse ou caricaturiste
- 2003 : Cláudio / Spacca / Marcio Baraldi / Lupin / Bira Dantas[3]
- 2004 : Bira Dantas / Marcio Baraldi[4]
- 2005 : Marcio Baraldi[5]
- 2006 : Bira Dantas[6]
- 2007 : Marcio Baraldi[7]
- 2008 : Marcio Baraldi[8]
- 2009 : Marcio Baraldi[9]
- 2010 : Sivanildo Sill[10]
- 2011 : Marcio Baraldi[11]
- 2012 : Gustavo Duarte[12]
- 2013 : Jean Galvão[13]
- 2014 : Angeli[14]
- 2015 : DaCosta[15]
- 2016 : Brum[16]
- 2017 : Carlos Henrique Guabiras[17]
- 2018 : Guilherme Bandeira[18]
- 2019 : Carol Andrade[19]
- 2020 : Laerte Coutinho[20]
- 2021 : Nando Motta[21]
- 2022 : Renato Aroeira[22]

### Meilleur lancement indépendante
- 2011 : Lucas da Vila de Sant'anna da Feira de Marcos Franco, Marcelo Lima et Hélcio Rogério[11]
- 2012 : Love Hurts de Murilo Martins[12]
- 2013 : Last RPG Fantasy de Yoshi Itice, Marcel Keiiche et Kendy Saito[13]
- 2014 : Plataforma HQ de nombreux auteurs[14]
- 2015 : Nenhum dia sem um traço d'Ernani Cousandier[15]
- 2016 : Nos bastidores da Bíblia - Êxodo de Carlos Ruas et Leonardo Maciel[16]
- 2017 : Protocolo: A Ordem de Thiago da Silva Mota et Ton Marx[17]
- 2018 : Bilhetes de nombreux auteurs[18]
- 2019 : Saudade de Melissa Garabeli et Phellip Willian[19]
- 2020 : Orixás: Ikú d'Alex Mir[20]
- 2021 : Quarentena em Quadrinhos de Rose Araujo[21]
- 2022 : Não Ligue, Isso É Coisa de Mulher! de Bianca Mól, Eliane Bonadio, Fabiana Signorini, Flávia Gasi, Ligia Zanella, Luiza Lemos, Mari Santtos, Nanda Alves, Renata C B Lzz et Roberta Cirne[22]

### Meilleur webcomic
- 2015 : Blue e os Gatos de Paulo Kielwagen[15]
- 2016 : Nuvens de Verão de Charles Lindberg et Israel de Oliveira[16]
- 2017 : Marco e Seus Amigos de Tako X et Alessandra Freitas[17]
- 2018 : Na Mira da Lena de Luciano Freitas[18]
- 2019 : Armandinho d'Alexandre Beck[19]
- 2020 : Capirotinho de Guilherme Infante[20]
- 2021 : Téo & o Mini Mundo de Caetano Cury[21]
- 2022 : Téo & o Mini Mundo de Caetano Cury[22]

### Meilleur coloriste
- 2019 : Cris Peter[19]
- 2020 : Mary Cagnin[20]
- 2021 : Fabi Marques[21]
- 2022 : Orlandeli[22]

### Meilleur lancement pour les enfants
- 2020 : Como Fazer Amigos e Enfrentar Fantasmas de Gustavo Borges et Eric Peleias[20]
- 2021 : Jeremias: Alma, de Rafael Calça e Jefferson Costa (Panini)[21]
- 2022 : Chico Bento: Verdade, de Orlandeli (Panini)[22]

## Catégories supplémentaires
Certaines années, il y avait des catégories supplémentaires qui n'ont pas été incorporées plus tard dans le prix principal.

### Trophée spécial
- 1987 : Union des Journalistes de São Paulo / Jayme Cortez (depuis 50 ans dédié à la bande dessinée)[1]

### Art-technique (coloriste et lettreur)
- 2003 : Alexandre Silva / Lilian Mitsunaga / André Vazzios / André Hernandez / Alexandre Jubran[3]
- 2004 : Alexandre Jubran / André Vazzios[4]

### Encreur
- 2003 : Erica Awano / Emir Ribeiro / Marcelo Borba / Sílvio Spotti / Omar Viñole[3]
- 2004 : Mozart Couto / Renato Guedes[4]

### Éditeur
- 2003 : Franco de Rosa / Carlos Mann / Roberto Guedes / André Diniz / Edgard Guimarães[3]
- 2004 : Bira / Marcio Baraldi[4]

### École
- 2003 : Impacto / Quanta / Esa / Graphis / Abra[3]

### Maison d'édition classique
- 2003 : D-Arte / Ebal / Vecchi / Grafipar / GEP[3]

### Maison d'édition actuelle
- 2003 : 	Escala / Via Lettera / Devir / O Pasquim / Virgo[3]

### librairie de bandes dessinées
- 2003 : Comix Book Shop / Revistas & Cia / Point HQ / Banca Flávio / Itiban[3]

### Ami de la BD nationale
- 2003 : Cida Cândido / Gonçalo Junior / Gualberto Costa / Sidney Gusman / Giovanni Voltolini[3]

### Institution
- 2003 : Gibiteca de Curitiba / Gibiteca Henfil / Salão de Humor de Piracicaba / Núcleo de Quadrinhos da FAU[3]

### Prix Spécial Hermes Tadeu - coloriste
- 2005 : Diogo Saito[5]